# Neumarkt im Hausruckkreis
Neumarkt im Hausruckkreis là một đô thị ở huyện Grieskirchen bang Oberösterreich, nước Áo. Đô thị này có diện tích 2,11 km², dân số thời điểm ngày 31 tháng 12 năm 2005 là 1485 người.